# 辛普森野鯪
辛普森野鯪，為輻鰭魚綱鯉形目鯉科的其中一個種。分布於非洲剛果河中游流域，本魚唇有褶；背鰭鐮狀的有四個單一的與9到10個分支條；吻圓形，非常突出的而且具有一個大且深的橫跨溝，在吻部與喙葉上的很多瘤，體長可達22公分。

## 扩展阅读
維基物種上的相關：辛普森野鯪